# 大特克島

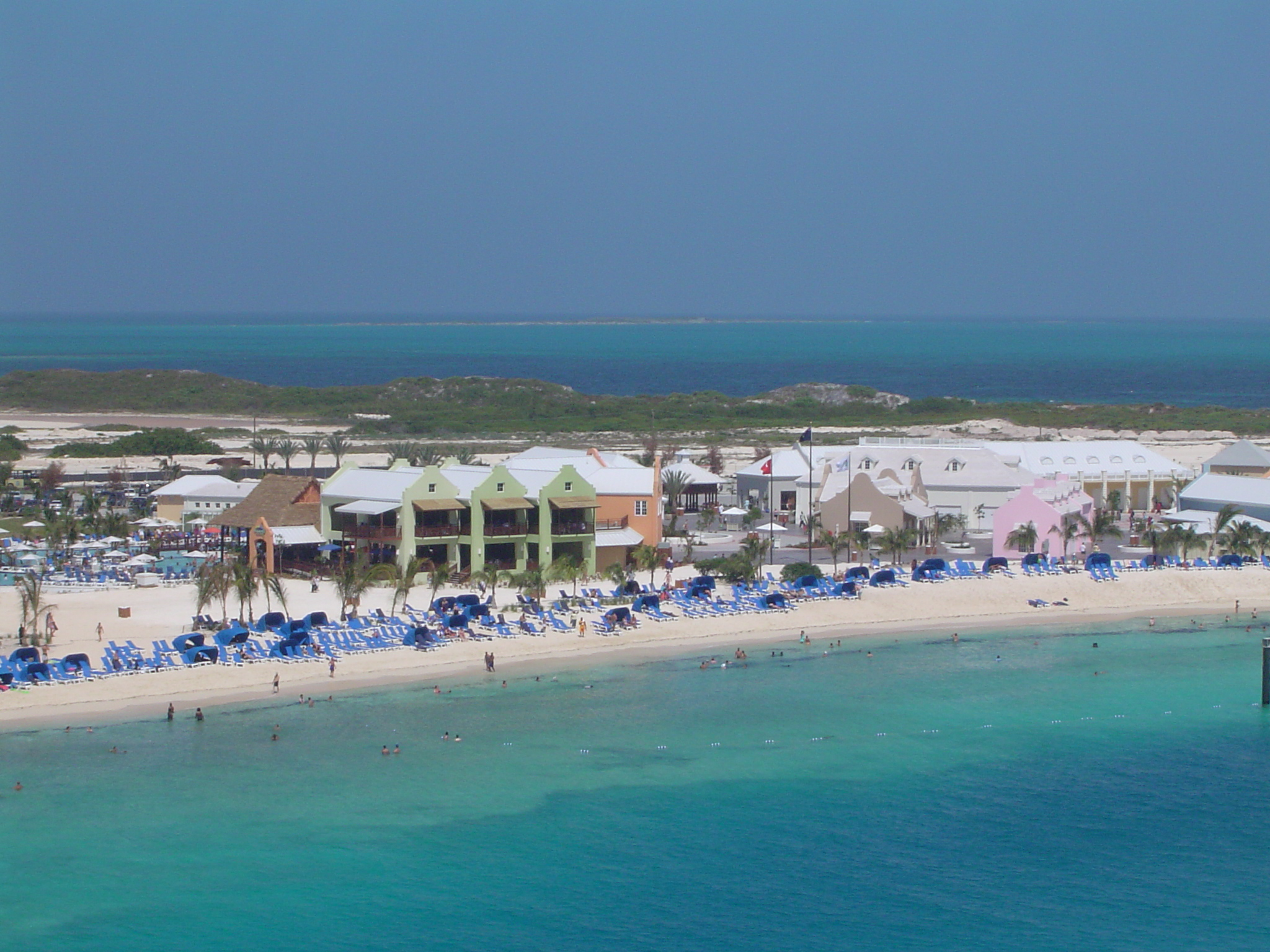
島上的沙灘

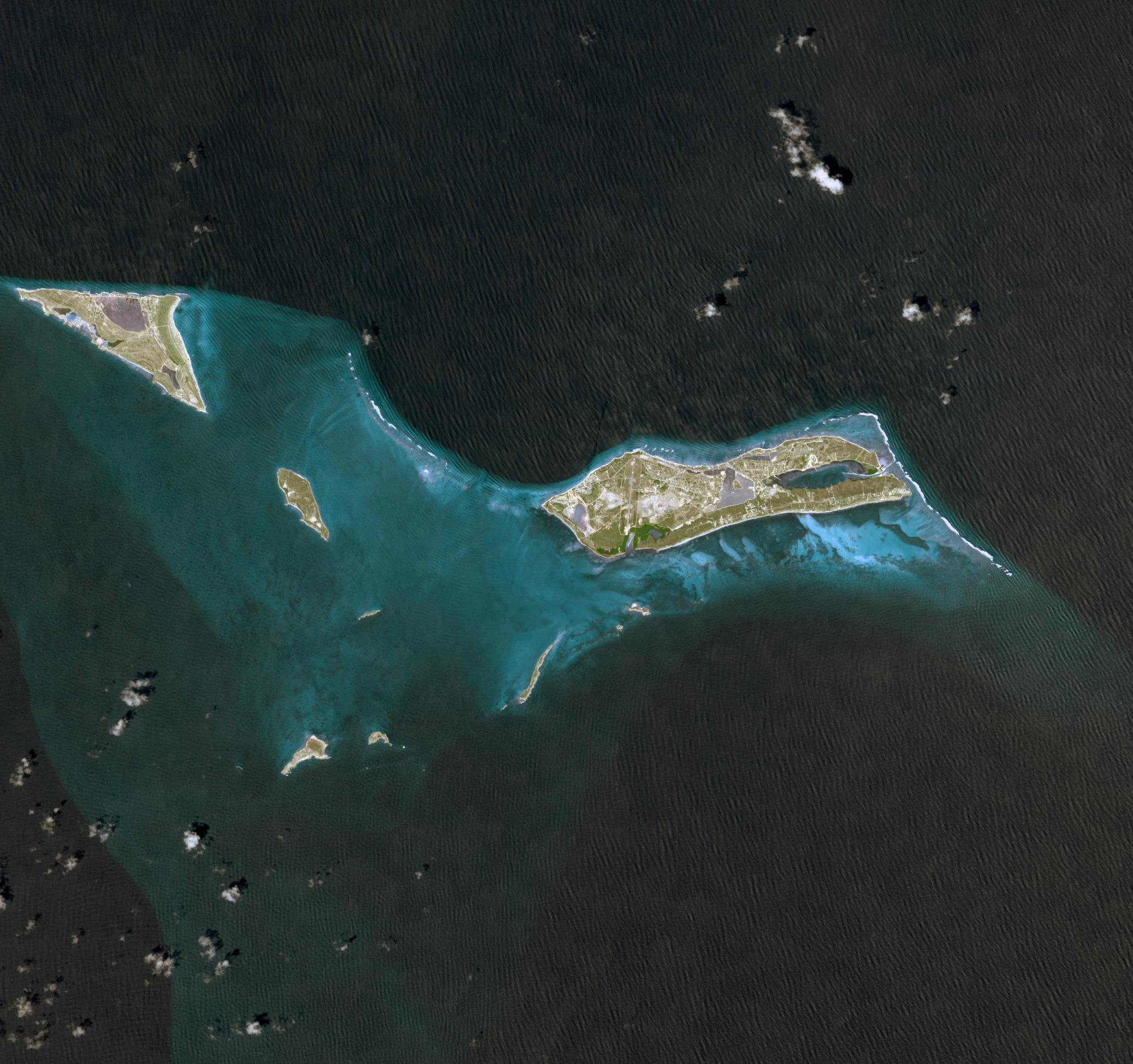
2009年從太空拍攝該島的照片

大特克島（Grand Turk Island）是英國海外領地特克斯和凱科斯群島的島嶼，位於加勒比海，距離凱科斯群島約30公里，長9.7公里、寬2.45公里，面積18平方公里，最高點海拔高度20米，2006年人口5,567。
島上的科伯恩城是特克斯和凯科斯群岛的首府。

## 外部連結
- Grandturk.tc
- Grand Turk Chamber of Commerce